# Человек тьмы 2: Возвращение Дюрана
«Человек тьмы 2: Возвращение Дюранта» (англ. Darkman 2: Return Of Durant) — супергеройский фильм режиссёра Брэдфорда Мэя. Сиквел фильма «Человек тьмы», был выпущен прямиком на видео, без премьеры в кинотеатральный прокат.

## Сюжет
Проходит время, доктор Пейтон Уэстлейк выступает в роли ночного героя, нападая на бандитов и гангстеров и отбирая у них деньги. Но он не отдаёт их бедным, а тратит на свои разработки, чтобы добиться долгой стойкости искусственной кожи. Однажды он узнаёт, что некий молодой учёный ведёт аналогичную работу на основе его опыта и даже добивается успеха, увеличив долгосрочность существования кожи. Пейтон тут же спешит познакомиться с ним и предложить свою помощь, поскольку ему, то и дело вынужденному надевать искусственное лицо, чтобы скрыть ожоги, это необходимо в первую очередь. И вдруг на его пути снова встаёт гангстер Дюрант, долгое время считавшийся погибшим. Человек Тьмы вновь вступает в противоборство со старым врагом.

## В ролях
- Арнольд Вослу — доктор Пейтон Уэстлейк / Человек Тьмы
- Ларри Дрейк — Роберт Дюрант
- Ким Делани — Джилл Рэндалл
- Рене О’Коннор — Лори Бринкман
- Лоуренс Дэйн — доктор Альфред Хэтуэй
- Джесси Коллинз — доктор Дэвид Бринкман
- Дэвид Ферри — Эдди
- Джек Лангедийк — Ролло Латам
- Роб Уилсон — Иван Друганов
- Стэн Эйрих — Уайти
- Стив Моссу — Рой
- Кевин Раштон — Скинхэд
- Джеймс Миллингтон — Мистер Перкинс
- Филлип Джарретт — Дэн